# Pyrgomorpha conica
Pyrgomorpha conica är en insektsart som först beskrevs av Olivier 1791.  Pyrgomorpha conica ingår i släktet Pyrgomorpha och familjen Pyrgomorphidae.

## Underarter
Arten delas in i följande underarter:
- P. c. tereticornis
- P. c. conica
- P. c. fusca
- P. c. pyrga
- P. c. kurii

## Bildgalleri

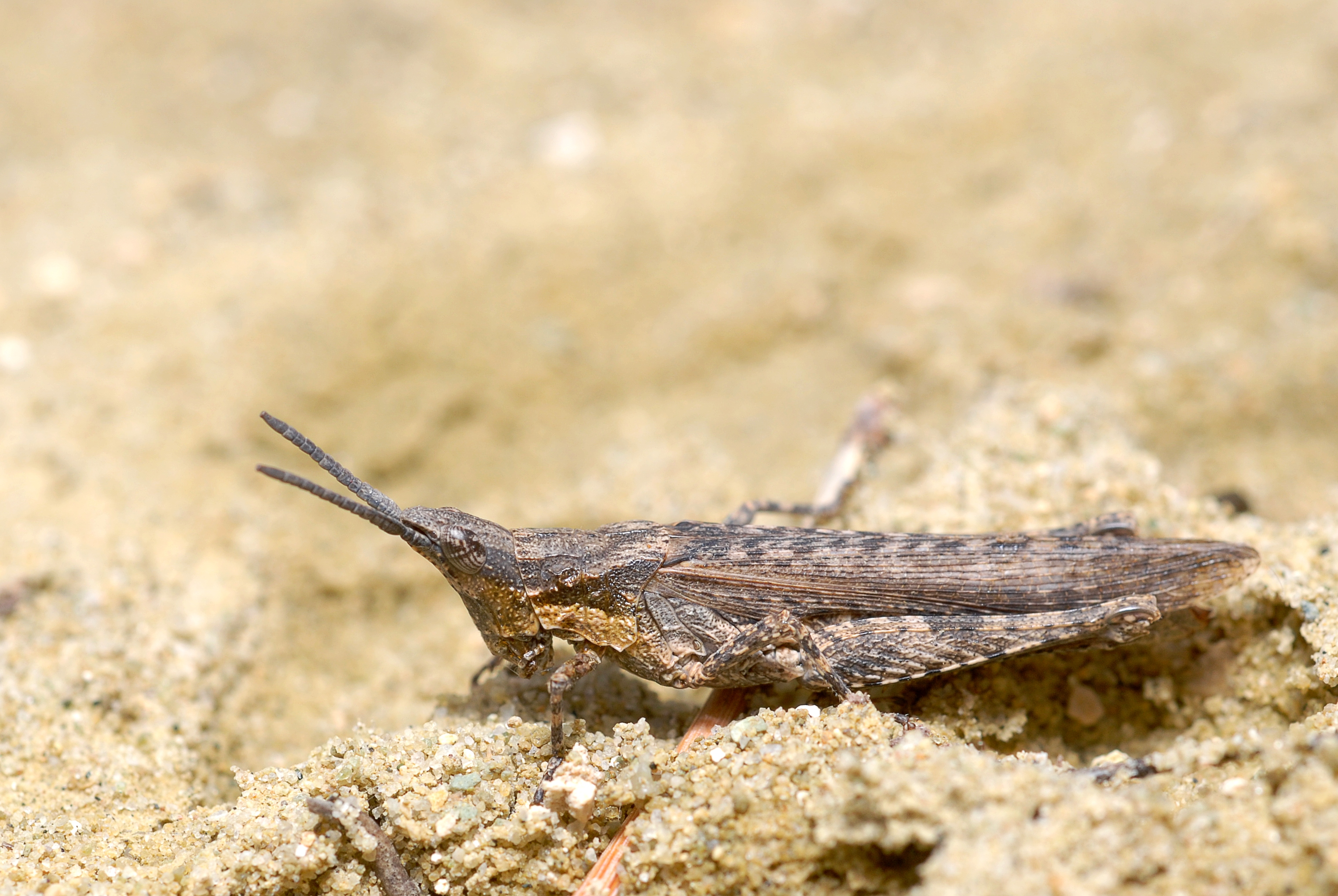